# Этимологии
«Этимоло́гии, или Нача́ла в 20 книгах» (лат. Etymologiae sive Origines libri XX) — главный труд средневекового учёного Исидора Севильского (около 560—636), начатый около 615 года. Содержательно представляет собой энциклопедию, в которой все существующие в мире вещи и явления трактуются с христианской точки зрения, причём глубинная суть явлений объясняется через этимологии их названий. Первоначальная редакция была готова к 620 году, трактат был посвящён королю вестготов Сисебуту. По многочисленным просьбам друга и ученика, епископа Браулио Сарагосского, Исидор продолжил составление трактата. Вторая редакция была направлена ему на последующее редактирование и окончательное опубликование в 632 или 633 году; несмотря на длительный срок работы, «Этимологии» так и остались незаконченными; например, отсутствует разъяснение некоторых лемм, от которых остались лишь заголовки. Материал энциклопедии был систематизирован по рубрикам, но епископ Браулио разделил его текст на 20 книг и составил к ним указатель. До XV века труд был чрезвычайно популярен и вызвал множество подражаний. Первое печатное издание последовало в 1472 году, и до 1522 года Ф. Аревало насчитывал 10 переизданий. Критические издания трактата были предприняты в 1580 и 1599 годах; «Этимологии» регулярно переиздавались вплоть до середины XIX века. После 1909 года было осуществлено несколько научных изданий латинского текста, самым авторитетным из которых было издание Линдси 1911 года. Во второй половине XX века было предпринято два испанских перевода «Этимологий»; в 2006 году вышел полный перевод на английский язык.

## Содержание

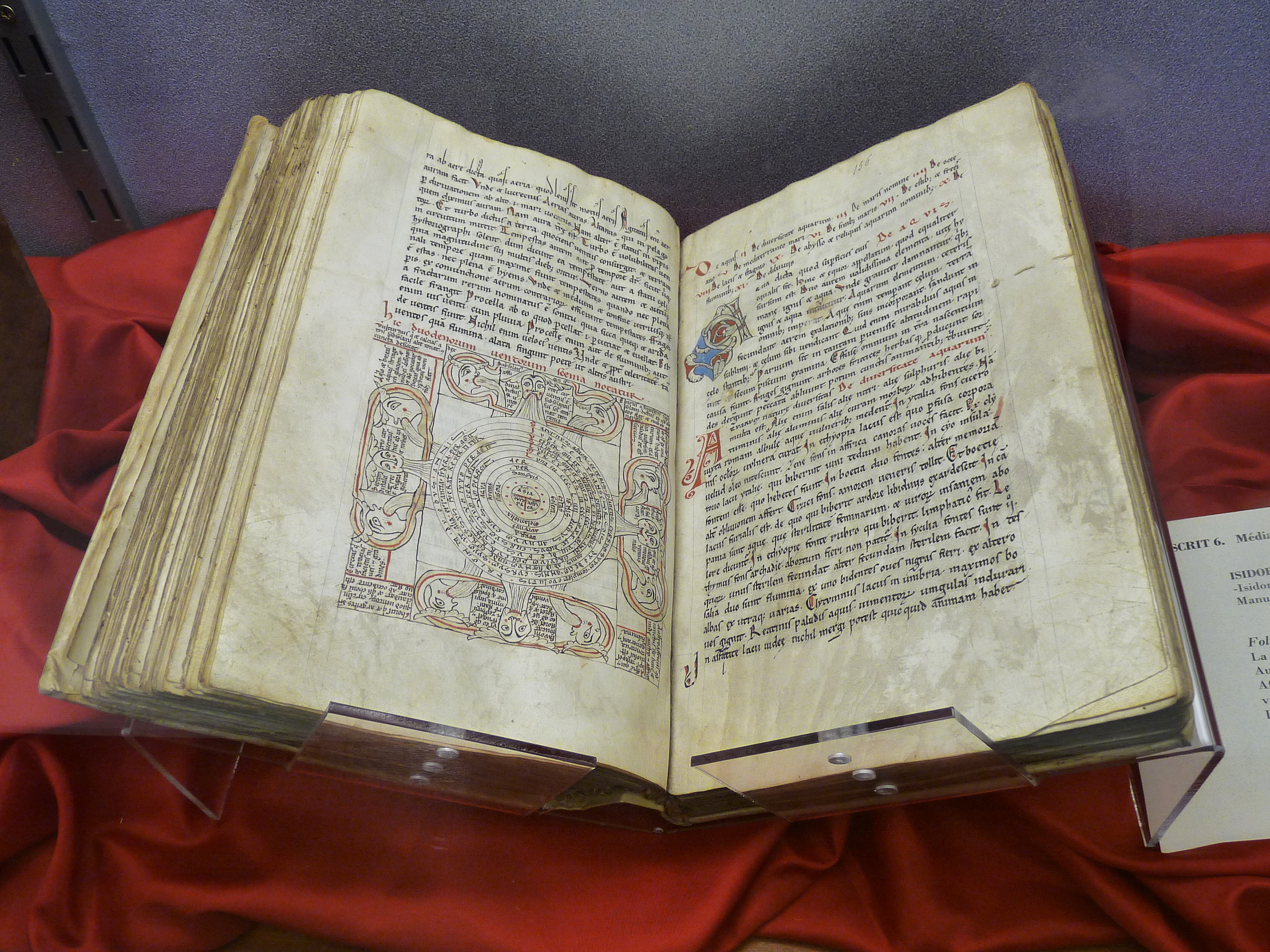
Рукопись «Этимологий» XII века

«Этимологии» — главный труд Исидора Севильского, в котором в той или иной степени объединяются все прочие его произведения. Соответственно, и основная масса исследований, посвящённых наследию Исидора, посвящены именно этому труду, по компендиуму судят о структуре знания и мышления его автора. «Этимологии» не являются цельным энциклопедическим трудом, его материал крайне разнороден, а универсальный принцип этимологии применялся не всегда последовательно. Книги I—III посвящены семи свободным искусствам, и во многом основаны на материале «Наставлений» Кассиодора. Четвёртая книга посвящена медицине (излагаемой по Целию Аврелиану), пятая содержит материалы из трактата Исидора «О природе вещей» и сокращение его же «Хроники». В шестую книгу вошли материалы трактата «О церковных службах», глава «О Боге» седьмой книги опирается на первые главы первой книги «Сентенций», глава «О Христе» той же книги — представляет собой переработку 5—10 лемм второй книги «Дифференций». Восьмая книга включает пространную версию лемм 16—17 первой книги «Дифференций», а также, по-видимому, материалы несохранившегося трактата «Книга о ересях». Девятая книга содержит сведения по языкам, народам, царствам, городам и титулам. Десятая книга фактически — переработка лемм 30—91 первой книги «Дифференций» (этимология имён в алфавитном порядке). Тринадцатая книга является переработкой материала книги Исидора «О природе вещей». XI книга посвящена людям и бестиарию (преимущественно, излагается по Лактанцию), это антропологические темы, затронутые в первой и второй книгах «Дифференций». XII книга посвящена животным, её материалы заимствованы из Плиния. XIII—XIV книги посвящены географии, изложенной по Плинию и Солину. Пятнадцатая книга описывает общественные здания и дороги, шестнадцатая — химии и минералогии. XVII книга — терминология сельского хозяйства. XVIII книга — терминология войн, юриспруденции и общественных игр. Девятнадцатая книга — о кораблях, зданиях и одеждах, и заключительная — двадцатая книга — о съестных припасах, домашних и сельскохозяйственных орудиях.

### Источники

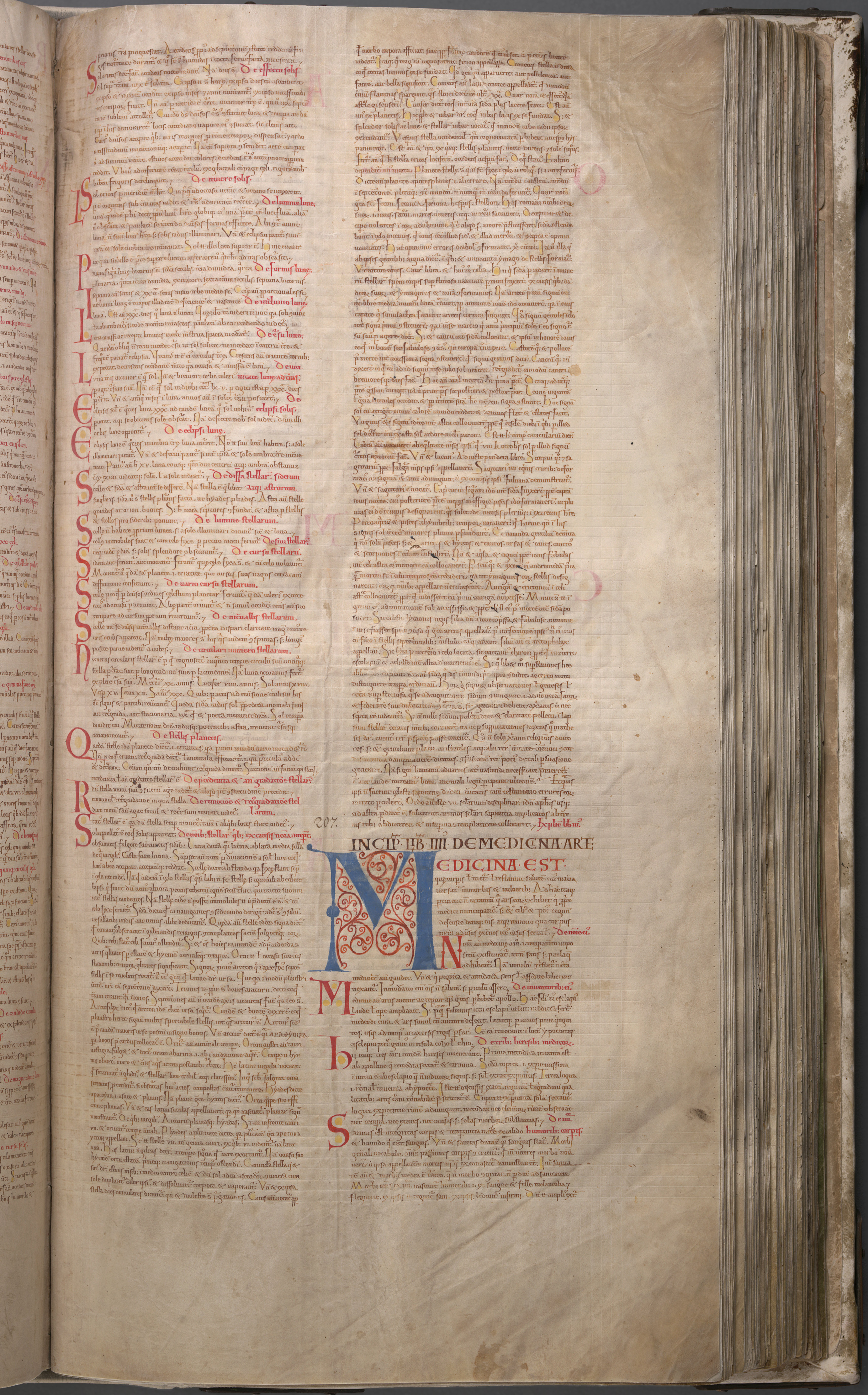
Страница 411 Гигантского кодекса. Хорошо видны рубрики и буквица зачина IV книги «О медицине». XIII век, Национальная библиотека Швеции

### Редакции текста
Сведения, приводимые современниками, и тексты Исидора позволяют предположить, что существовало две прижизненных редакции «Этимологий», не совпадающих с дошедшими до нас рукописями. Общепринятое сегодня деление на 20 книг произвёл после смерти Исидора Браулио Сарагосский. По К. Кодоньер, первая редакция, законченная к 620 году, состояла из трёх книг: открывалась изложением свободных искусств (соответствует нынешним книгам I—III), вторая часть была посвящена вопросам права, хронологии и библиографии (современные книги V—VI), заключительная книга — изъяснению имён Бога, ангелов, святых, верующих, философов, далее — прочие имена, включая названия государственных постов и терминология родства (книги VII—X). Вторая редакция была написана примерно к 627 году и разделена Исидором по титулам, количество которых и заглавия совершенно неизвестны. Далее была добавлена книга о медицине, составившая IV книгу современной версии «Этимологий», но её положение в рукописной традиции весьма неоднозначно. В этой же версии были добавлены материалы, составившие все книги, начиная с одиннадцатой.

### Назначение труда. Жанр
К энциклопедическому жанру «Этимологии» можно отнести по причине широкого охвата тем и метода выборки сведений из других сочинений, в первую очередь — энциклопедических. Тем не менее, в предисловии и посвящении королю Сисебуту, а также в переписке с Браулио, Исидор ни словом не упоминал о цикле дисциплин, как всеобщем, так и образовательном (связанном с понятием пайдейи). Хотя трактат открывался частью, посвящённой свободным искусствам, никакой образовательной концепции из неё не следовало. К. Кодоньер выдвинула предположение, что Исидору были доступны сочинения Плиния, Солина, Авла Геллия, Августина, Марциана Капеллы и Кассиодора, каждый из которых предложил свои наборы дисциплин для разных родов образования. У. Линдси выдвинул предположение, что две редакции «Этимологий» имели двух разных адресатов — короля Сисебута и Браулио Сарагосского. Оба они являлись образованными для своего времени людьми, причём именно Браулио унаследовал рукописи и материалы труда для его редактирования и выпуска в свет. Однако и Сисебут, и Браулио признавали за Исидором качественно иной уровень образованности и эрудиции по сравнению с ними самими, что и послужило основанием для просьб создать или прислать соответствующее сочинение (что отражено в пятом послании Исидора к Браулио). Иными словами, «Этимологии» не создавались для себя (как «Аттические ночи»), так и не для учеников в школярском смысле (как компендиумы Квинтилиана и Кассиодора). В отличие от Августина и Кассиодора, Исидор ни разу не упоминал, что его сочинение может и должно способствовать восприятию и пониманию Писания. Вполне возможно, что адресатом Исидора был, как у Плиния, неопределённо широкий круг образованной публики, поэтому в трактате соединились циклы наук разных традиций — как образовательной, так и всеобщей. В пользу последнего свидетельствует и последовательное сокращение и упрощение материала.

### Метод «Этимологий»
В предисловии Исидор так разъяснял содержание своего труда: «Этимология есть происхождение слов, когда сущность слова или имени раскрывается посредством объяснения». Именно этимологический подход, впервые применённый в «Дифференциях», позволял Севильцу доискиваться до первоосновы бытия, поскольку он исходил из глубокой взаимосвязи слова и того, что оно обозначает. Терминологические изыскания позволяли использовать разум в процессе познания истины. В «Этимологиях» констатируется, что понятия не создаются, и не возникают, но лишь существуют и открываются в слове. Термин
«invenio», имеющий коннотацию «изобретать, открывать в смысле изобретать нечто новое», в лексиконе Исидора носит уничижительный оттенок, а в «Сентенциях» (I, 9, 1) он писал: «Зло не сотворено дьяволом, но изобретено; поэтому зло есть ничто…». Также в лексиконе Севильца различаются термины «initium» и «principium», которые одинаково переводятся на русский язык: «начало», «происхождение». С точки зрения Исидора, «initium» имеет отношение к вещному миру, а «principium» — к миру слов и понятий (Diff., I, 289). Однако, давая название своему главному труду, он обозначил его словом «origes». Этимологию корня «origo» Исидор видел в обозначении того, что есть суть, «сила» слова (vis verbi), его онтологическая связь с вещью, им обозначаемой. Постижение сущего есть познание через слово и с помощью слова.

## Основные темы

### Тривиум

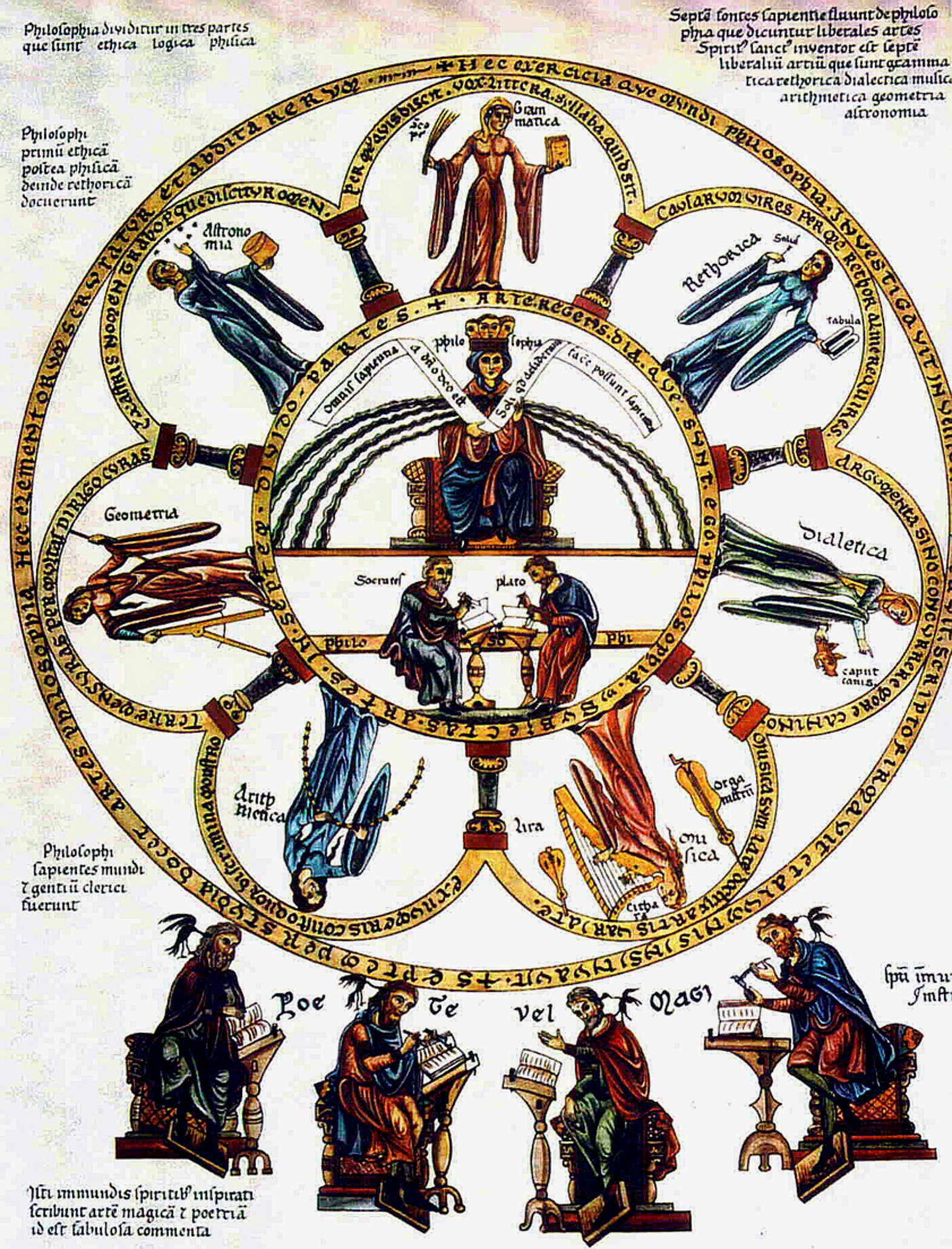
Философия и семь свободных искусств. Миниатюра из книги Геррады Ландсбергской «Hortus Deliciarum» (1167—1185)

Книги I—III «Этимологий» посвящены семи свободным искусствам. Содержательной основой этой части компендиума является вторая книга «Наставлений» Кассиодора, оригинал которой разделён на семь глав, соответствующих каждому из искусств. Кассиодор поместил в своём трактате конспект «Исагогии» Порфирия, «Категорий» и «Об истолковании» Аристотеля и «Топики» Цицерона. Всё перечисленное практически без изменений вошло и в текст Исидора. Однако Севильский епископ существенно дополнил грамматический раздел, а также отредактировал определение риторики и философии. При изложении квадривиума использованы собственные трактаты Исидора «Книга о числах» и «О природе вещей». Вероятно, редактирование так и не было завершено, поскольку тексты содержат явные ошибки и буквальные повторы, чего практически не встречается в других его сочинениях. Браулио, редактировавший черновые рукописи Исидора, выделил грамматический раздел в отдельную книгу — первую, риторика и диалектика были вынесены во вторую книгу как два различных образа одного искусства владения словом, а все дисциплины квадривиума были объединены в рамках третьей книги «О математике», что соответствует названию раздела, предваряющего главы о квадривиуме у Кассиодора. Как правило, именно эти книги «Этимологий» представляли наибольший интерес для исследователей, начиная от Ж. Фонтэна, посвятивший им в 1959 году отдельную монографию.
Давая определение риторике, диалектике и философии, Исидор не следовал Кассиодору дословно, поскольку к определению риторики добавил нравственный элемент: ритор убеждает слушателя в том, что есть справедливость и благо. Кроме того, показана связь между риторикой и грамматикой — первая есть наука о правильной речи, вторая — о правильном выражении мысли (Etymologiae II. 1. 1-2). Исидор перечислил авторов, заложивших основания риторики — Горгий, Аристотель и Ермагор, а также Цицерона и Квинтилиана, которые перенесли её на латинскую почву, и оправдывал собственное сочинение — как пособие справочного характера. Далее следует определение оратора, более развёрнутое, чем у Кассиодора. Оратор суть «муж добрый», сочетающий нравственные качества и профессиональные умения; оратором сделала его риторика. Из Августина были взяты три составляющих успеха оратора, соотнесенные с трёхчастным делением философии: природа, учение и практика (в десятой книге «О Граде Божием» это приписано Платону). При этом нравственная составляющая идеального оратора описывается без привлечения христианской терминологии, только на основе классических концепций.
Определение диалектики (прояснение причин вещей) даётся также по Кассиодору, приводится и глосса слова. Оно происходит не от λέξις, а от λεκτόν, что является стоическим термином. Для сравнения: Боэций отождествлял с латинским dictio не λέξις, а φάσις. Скорее всего, Исидор заменил термин для большего созвучия со словом «диалектика».
Глава «Об определении философии» содержит определение, сформулированное Цицероном. Оно включает и знание, и мораль, что резко отличается от второй книги «Дифференций»; вдобавок, вводится платоновское разделение знания и мнения, видимо, из «Божественных установлений» Лактанция. Но если в «Сентенциях», где дано такое же определение, подчёркивается превосходство знания над мнением (Sententiae II. 1. 8), то в «Этимологиях» вопросы физики принадлежат области мнений, а не знания (Etymologiae II. 24. 2). При этом Исидор скрыто полемизирует с Лактанцием, поскольку указывает на недостижимость точного знания конкретно в вопросах физики, а не философии вообще. Глосса слова philosophia основана на 25-й главе XI книги «О граде Божием» Августина и раскрыта в трёх частях: «физика, этика, логика», тогда как в «Дифференциях» оно переведено просто как «мудрость». Логикой Исидор интересовался мало, и не стремился обозначить в связи с этим собственную позицию.
Каждая из трёх составных частей философии имеет отдельное истолкование. Направления философии связаны с конкретными именами, так, начало исследования природы он связывал с Фалесом Милетским, а деление физики на дисциплины квадривиума приписывается Платону (этого у Августина нет). Начало этики приписано Сократу. Следуя Иерониму, Исидор приводит деление библейских книг по философским жанрам, то есть показано, что философия играет универсальную роль, включая как Откровение, так и светское знание. В этом контексте следует рассматривать и главу «О философах», помещённую Браулио в VIII книгу. «Секты философов» рассматриваются наряду с поэтами и сивиллами как отступление от истинного богопочитания. «Секты» перечисляются по сочинениям Тертуллиана, Лактанция и меньшей степени — Иеронима и Августина. Задача здесь не научная — энциклопедическая каталогизация, — а вероучительная: создание образа философов, не достигших или отвергнувших истинное богопочитание. Платоников он укоряет в веру в переселение душ, стоиков — в отвержении добродетели воздержания, и так далее. Обзор философских систем древности даётся исходя из представлений перечисляемых школ о Боге и мире, причём цитируется Тертуллиан, который связывал появление ересей с философскими учениями.

### Квадривиум
Изложение дисциплин квадривиума начинается по Кассиодору, и заимствовано из раздела «О математике». При этом Исидор проигнорировал тезис Кассиодора, что данный набор дисциплин был создан Авраамом, который и передал её египтянам, со ссылкой на Иосифа Флавия. Вероятно, он не разделял стремления позднеримских и византийских авторов приписывать достижения античной культуры библейским персонажам. В качестве «авторов» арифметики названы Пифагор и Никомах из Герасы, труды которого перевели на латынь Апулей и Боэций. После определения арифметики следует небольшое рассуждение о числе, в котором приводится библейская максима «Ты все расположил мерою, числом и весом» (Прем. 11:21), но если в аналогичном пассаже у Кассиодора речь идёт об основании бытия, то Исидор подчёркивает, что без числа было бы невозможно знание о вещах. Раздел об арифметике завершается различением арифметики, геометрии и музыки (как разных способов нахождения середины) и кратким рассуждением о бесконечности числового ряда, заимствованным у Августина. Геометрия также излагается по Кассиодору, при этом вступительная часть сильно сокращена. В целом, сведения, сообщаемые Исидором, весьма кратки: геометрические фигуры, числа в геометрии и разделение геометрии на плоские фигуры, объёмные фигуры, числовые и рациональные величины. Кроме того, упоминается и об иррациональных величинах.
Раздел о музыке включает определение термина, его историю и значение. Этимология слова musica даётся по Кассиодору, но к ней приложено рассуждение Августина о связи звуков и памяти и делается вывод о том, что звуки удерживаются исключительно памятью, поскольку не могут быть записаны. Среди изобретателей музыки указываются ветхозаветные персонажи (по-видимому, Исидор руководствовался непосредственно книгой Бытия), Пифагор (возможно, через Кассиодора) и некоторые другие имена. В разделе о музыке Исидор упоминает и учение о гармонии сфер. Если у Кассиодора оно подаётся как мнение Пифагора, то Севильский архиепископ излагает его как факт. Исидор упоминает о влиянии музыки на эмоциональное состояние не только человека, но и животных. Астрономия излагается по соответствующим главам «О природе вещей», впрочем, с пропуском важных моментов, включая одушевлённость небесных тел. В этом контексте примечательна его дифференция естественной и суеверной астрологии. Первая занимается положением Солнца, Луны и звезд, а вторая — связью планет с частями души и тела человека и гаданиями. Против астрологов, также следуя Кассиодору, выдвигается авторитет Отцов Церкви, а также Платона и Аристотеля.

### Бестиарий

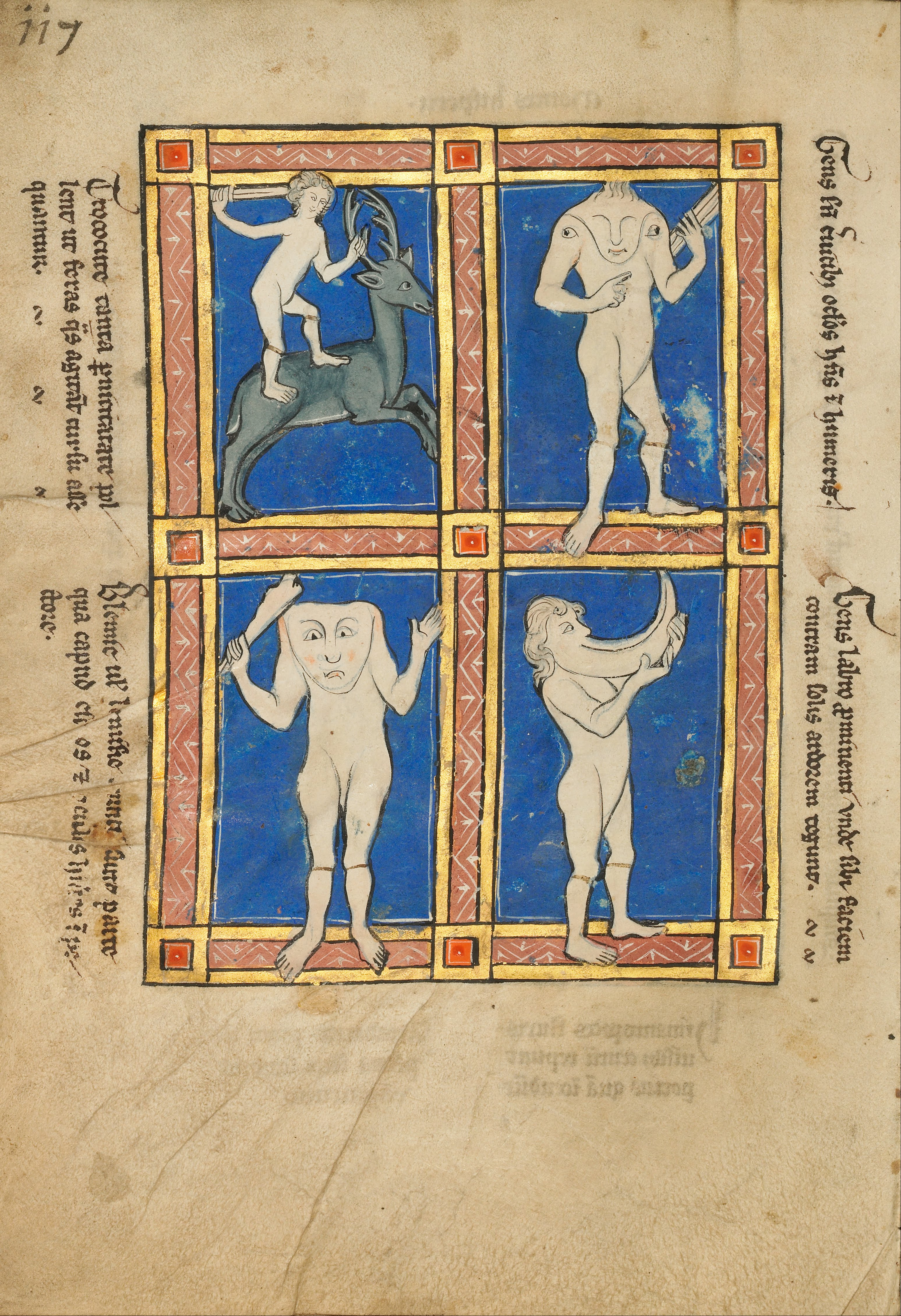
Блеммии, трокоциты и другие фантастические существа. Миниатюры из рукописи XIII века «De Avibus»

Сразу же за изложением свободных искусств в «Этимологиях» следует книга о медицине, свидетельствующая о внимании к физической стороне жизни. Медицина определяется по Галену как средство предотвращения и лечения болезней и сохранения здоровья. По-видимому, практической медициной Исидор не интересовался, но его важнейшим достижением было то, что он ввёл её в число важнейших интеллектуальных дисциплин, где она и осталась на всём протяжении Средневековья; сохранил он и античную терминологию. Контрастом на этом фоне выглядит его бестиарий, поскольку он искренне полагал, что землю, помимо людей и животных, населяют диковинные существа и чудовища, дифференцируемые как уроды (существа с физическими недостатками, portensa) и как фантастические существа. Это причудливое смешение античной мифологии и «диковин» позднеантичной географии: гиганты, циклопы, великан Герион, якобы обитающий в Испании, Горгоны, Сирены, Сцилла и Харибда, Гидра, Минотавр, чудовища Блемния и Либия с глазами на груди, сатиры, фавны, кинокефалы, гиппоподы (люди с лошадиными копытами), люди с такими большими ушами, что они закрывают все тело, которых Исидор поселил в таинственной Скифии, скрюченные артоболиты, якобы живущие в Индии, пригвожденные к земле сциополы в Эфиопии, антиподы, пигмеи и т. п.
Таким образом, Исидор Севильский заложил традицию средневековых бестиариев, принципы его каталога и описания воспроизводились в мелочах. В. Уколова не исключала, что авторитет Исидора как систематизатора природы оказал влияние на традицию изображения. Более того, у Исидора встречаются описания почти всех зверей и птиц, — включая фантастических, — которые использовались в средневековой геральдике. В числе реальных животных и птиц упоминается царь змей — василиск, Феникс, который каждые пятьсот лет сам себя сжигает, чтобы возродиться вновь; стимфалийские птицы греческой мифологии и т. д. Заметно, что в описании природных явлений, в «Этимологиях» почти отсутствует назидательно-моралистический элемент, характерный для «Шестодневов» и «Физиологов» византийских и западных средневековых писателей.
Бестиарий Исидора иллюстрирует его убеждение в единстве и разумном устройстве всего сущего. В «Этимологиях» нигде нет четкой грани между описанием природного, естественного и сверхъестественного. Соответственно, и мир природный может быть объяснён через надприродные явления.

### Социум и закон
Закончив с описанием природного мира, Исидор переходил к социальной организации. Разделяя общее для античности убеждение, что социальная организация — необходимейшее условие человеческого существования, Исидор выстраивал иерархию сообществ. Их порядок таков: семья, государство, город, народ. Характеризуя семью, он подробнейшим образом перечислял систему родства; будучи монахом, не осуждал брак и даже писал, что достойный брак составляет опору всех других человеческих сообществ. Исидор приводил описание идеальных супругов. Достойный муж обладает четырьмя качествами — мужественностью, достойным происхождением, красотой и мудростью. Последняя определяет способность управлять любовным чувством. Жена должна обладать красотой, достойным происхождением, плодовитостью и благонравием. Жена «должна подчиняться мужу, в силу того что её дух более легковесен» (Etymologiae V, 28-30). Примечательно, что в рассуждениях о семье и отношениях полов римское право превалирует над каноническим: Исидор допускает развод по ряду причин, хотя даже в его время они резко осуждались церковью.
Понятие государства в «Этимологиях» практически тождественно понятию города. Перечисляя признаки города, он обращается к образу гармонизированного римского прошлого. Перечисляя городские локусы, он упоминает муниципии, форум, преторий, капитолий, гимнасии, разные священные места (используя только языческую терминологию) и кончает термами и канализацией. Приводится также классификация жилищ; христианские святыни — монастырь, базилика, киновия, — идут в ряду античных храмов. Понятие «народ» (рорulus) трактуется в гражданском, а не сакральном смысле — это собрание людей, объединённых по общему договору законом и согласием. Социальное неравенство естественно — народ включает старейшин (seniores) и плебс, или «простой люд» (plebs, vulgus). Средство объединения народа и одновременно справедливого управления им — закон. Исидор Севильский в числе первых законодателей равно упоминал Меркурия Трисмегиста и Моисея, а в числе великих законотворцев выделял императора Феодосия Великого — испанца по происхождению. Право делится на божественное и человеческое, а его классификация совершенно разнообразна: естественное (naturale), гражданское (civile), международное (jus gentium), военное (militare), общественное (publicum), священное (sacrum) и т. д. Неудивительно, что следующая, — пятая книга «Этимологий» включает кратчайшее изложение римского права.

### История
Роль истории как познавательного средства проистекала из осмысления Исидором памяти. Во второй книге «Сентенций» утверждалось, что «Память — сокровищница всего на свете. Она страж всего созданного, всех мыслей». История — социальное выражение памяти и одновременно она сама есть социальное явление — временна́я связь (Etymologiae I, 41, 1-2). Истинность исторической памяти проверяется опытом поколений. В «Этимологиях» первым историком Исидор называл Моисея, затем — Дареса Фригийца, Геродота и Ферекида, библейского Ездру (Etymologiae I, 42, 1-2). Из римских историков он упоминал Тита Ливия и Саллюстия, из христианских — Евсевия и Иеронима. Наиболее характерными, по его мнению, для античной историографии были анналистические жанры, поэтому в состав пятой книги вошла сокращённая версия его «Хроники».
Философия истории, в том виде, в каком её рассматривал Августин — размышления о смысле истории и её направленности, о месте человека в истории — Исидору была чужда. Он безоговорочно принял схему христианской историографии и констатировал её. В. Уколова сравнивала систему Августина или Орозия с «остовом, на который надо нарастить плоть»; в таком случае, у Исидора была система ячеек, заполняемых определённым содержимым. В соответствии со своей доктриной макро- и микрокосма, Исидор принял Евсевиево деление истории на шесть периодов в соответствии с шестью возрастами человека: младенчество, детство, отрочество, юность, зрелость, старость. Возрастам соответствуют как поколения, так и большие исторические периоды. Исидор писал, что воспринял эту схему в особенности от Августина, поскольку он положил в основу истории аналогию с шестью днями творения, понимаемыми аллегорически (Etymologiae V, 38) и степени близости к кульминации истории — Боговоплощению. История градуировалась на семь отрезков:
1. Младенчество — от Адама до Ноя (10 поколений);
2. Детство — от Ноя до Авраама (10 поколений);
3. Отрочество — от Авраама до Давида (40 поколений);
4. Юность — от Давида до Вавилонского пленения (40 поколений);
5. Зрелость — от Вавилонского пленения до Рождества Христова (40 поколений);
6. Начало заката и старость — от евангельской проповеди до конца света (столько же поколений, сколько от Адама до последнего);
7. Седьмой день — конец времени и истории, Царство Божье на Земле[33].

## Рукописная передача. Печатные издания. Переводы

### Рукописная традиция. Влияние

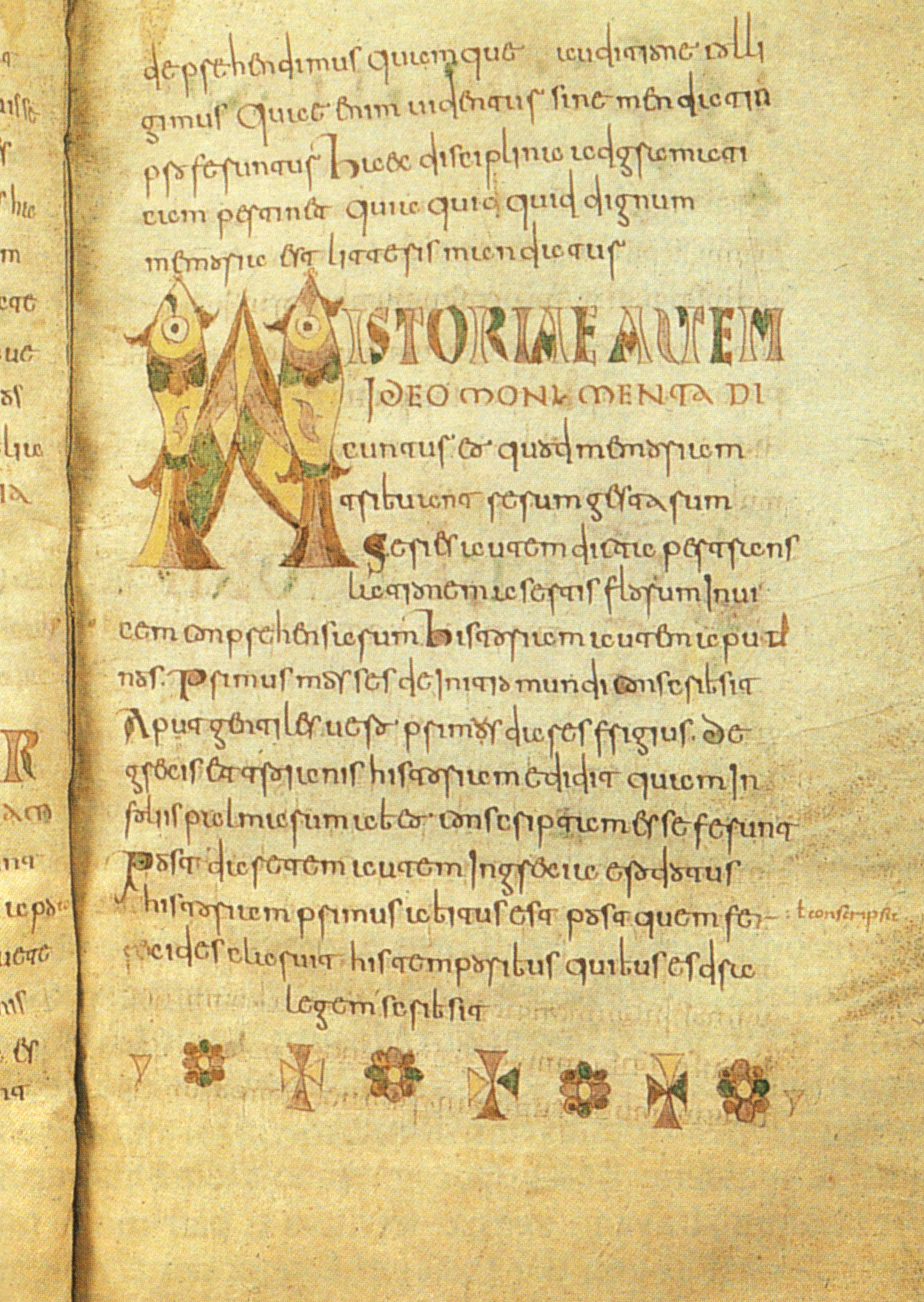
Лист рукописи «Этимологий» конца VIII века. Брюссель, Королевская библиотека Бельгии

«Этимологии» являлись одним из самых читаемых и популярных в Средневековье трудов — сохранилось около 1000 рукописей трактата. Согласно М. Диасу-и-Диасу, уже к 800 году экземпляры «Этимологий» имелись во всех крупнейших интеллектуальных центрах Европы. Первые копии, по-видимому, были переписаны под руководством епископа Браулио Сарагосского в Гиспале и Цезаравгусте, далее текст стал распространяться по монастырям Галлии и Ирландии. В библиотеке аббатства Санкт-Галлен сохранилась рукопись середины VIII века, вероятно, переписанная ирландским монахом. В дальнейшем «Этимологии» послужили образцом для таких ирландских сочинений как «Словарь Кормака», «Правило имен» (Coir Anmann) и «Старина мест»; также они использовались авторами Гесперийских речений.
«Этимологии» цитировались уже англосаксонским писателем Альдхельмом в самом конце VII века. Беда Достопочтенный широко использовал материалы «Этимологий» в своих собственных трудах. Энциклопедия оказала существенное влияние на образовательную программу Каролингского возрождения: рукопись Исидора имелась в аббатстве Корби уже в середине VII века. Популяризации «Этимологий» немало поспособствовали Алкуин и Рабан Мавр, которые переписывали и цитировали также «О природе вещей» и «Аллегории Священного Писания».
В эпоху Высокого Средневековья, «Этимологии» стали образцом энциклопедического жанра. Собственно, первое подражание компендиуму Исидора — Liber Glossarum (или Glossarium Ansileubi) — было составлено ещё в VIII веке; значительная часть его содержания было переписано из «Этимологий». В 1053 году Папий составил «Первоначальную основу науки» (Elementarium doctrinae rudimentum) — энциклопедический справочник, расположенный в алфавитном порядке. Значительная часть его лемм заимствована из «Этимологий» и «Дифференций»; сохранилось не менее 90 рукописей этого труда. На основе «Этимологий» в XII веке Осберн Глостерский скомпилировал Panormia. Гугуций — архиепископ Феррары — около 1200 года составил знаменитый схоластический свод Liber Derivationum, также известный как Magnae Derivationes, сохранившийся не менее чем в 200 рукописях. Наконец, в 1270 году францисканец Вильгельм Бретонский составил Summa — словарь, в котором содержалась трактовка более 2500 библейских понятий; «Этимологии» цитировались там сотнями раз. Сохранилось около 130 рукописей этого труда, после изобретения книгопечатания в XV веке труд был быстро издан. Одной из первых печатных книг, опубликованной в 1460 году, был Catholicon генуэцза Джованни Бальби (составленный в 1286 году). «Этимологии» были включены в состав самой большой рукописной книги в европейской истории — Гигантского кодекса, переписанного в XIII веке. Помимо всеохватных трудов, составлялись и тематические своды, содержащие выборки из отдельных книг «Этимологий»; среди их авторов — Гонорий Августодунский, Винсент из Бове, Брунето Латини, и некоторые другие.
На «Этимологии» Исидора Севильского ссылаются статьи «Саксонского зерцала».

### Печатные версии. Переводы

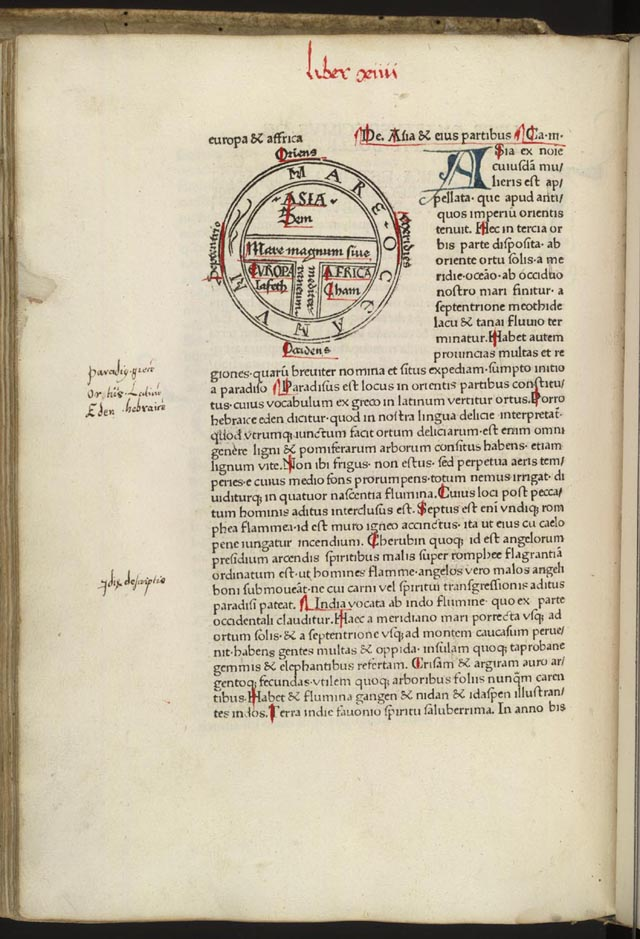
Страница из первого печатного издания «Этимологий» 1472 года с Т-образной картой мира

Трактат продолжали переписывать даже после изобретения книгопечатания: сохранилось около 60 полных рукописей и 70 переписанных частично книг «Этимологий», относимых к XV веку. Первое печатное издание вышло в Аугсбурге в 1472 году в типографии Цайнера, и в течение XVI века последовало не менее 10 других изданий. «Этимологии» были включены в первое собрание сочинений Исидора, опубликованное в Париже в 1580 году.
Первым критическим изданием «Этимологий» считается труд Хуана де Гриаля, вышедший в Мадриде в 1599 году; его текст был основан на рукописях Толедской семьи, и являлся основой для всех изданий Исидора вплоть до XIX века. Это издание со всеми примечаниями было воспроизведено в собрании сочинений Исидора под редакцией Ф. Аревало, напечатанном в семи томах в Риме между 1797—1803 годами. «Этимологии» вошли в 3-й и 4-й тома. В «Латинской патрологии» Миня текст «Этимологий» печатался по изданию Аревало, и занял большую часть 82-го тома; текст содержит значительное число опечаток. «Патрология» переиздавалась в Брюсселе в 1977 году.
Научные издания «Этимологий» последовали только в начале XX века. В 1909 году Рудольф Бир опубликовал в Лейдене факсимиле Толедской рукописи, а в 1911 году в Оксфорде увидело свет издание Уоллеса Линдси в серии Scriptorum Classicorum Bibliotheca Oxoniensis. Это издание было подготовлено на основе большого числа рукописей и представляло текст, каким он мог быть примерно к 700 году. Латинский текст Линдси постоянно воспроизводится и лёг в основу испанских изданий и переводов на испанский язык, выполненных Луисом Кортесом-и-Гонгорой (1957) и Хосе Рето и Маркоса Каскеро (1993). Полное критическое издание «Этимологий», в котором каждая книга занимает отдельный том, было анонсировано в 1973 году и начато в 1981 году Французской Академией. Издавать его должен был «Интернациональный комитет исидорианских исследований» (Ж. Фонтэн, М. С. Диас-и-Диас, Дж. Хиллгарт, Б. Бишоф), к 1995 году вышло 5 томов. Это издание не было окончено и к 2015 году.
Полный перевод «Этимологий» на английский язык был выпущен в 2006 году коллективом авторов, некоторые из которых не являлись академическими специалистами по Исидору Севильскому и латинскому языку; текст для перевода был основан на издании Линдси с учётом позднейших академических переизданий. Работа вызвала благожелательную реакцию рецензентов. Так, в своём обзоре, профессор Пизанского университета Р. Ферри отмечал, что команде переводчиков удалось сделать точный, почти буквальный перевод. На русский язык была переведена пятая часть текста: первые три книги в переводе А. Л. Харитонова увидели свет отдельным изданием в 2006 году, и (частично) XI книга в переводе А. А. Павлова в альманахе интеллектуальной истории «Диалог со временем» в 2015 году. В 2017 году перевод XI книги был продолжен в том же издании.

## Комментарии
1. ↑  «Сентенции» (Sententiae), другое название «О высшем благе» (De summo bono) — трактат Исидора Севильского, систематическое изложение догматического, нравственного и социального учения Церкви в виде кратких изречений; прототип латинских «сумм богословия».